# Vogtsweiler
Vogtsweiler, auch Fautschweiler genannt, ist eine Wüstung, die nordwestlich von Allmersbach im Tal im baden-württembergischen Rems-Murr-Kreis liegt. Über die ehemalige Siedlung ist heute nicht mehr viel bekannt.

## Lage
Vogtsweiler befand sich auf der Flur Fautschweiler, etwa 1 Kilometer nordwestlich der historischen Ortsmitte von Allmersbach im Tal an der Landstraße L 1080.

## Geschichte
Vogtsweiler entstand mutmaßlich in der markgräflichen Zeit nach dem Jahr 1050 an einem alten Fernhandelsweg. Dieser Weg aus dem Neckargebiet führte durch die Backnanger Bucht ins Remstal und durchquerte die heutigen Gemarkungen von Allmersbach und Vogtsweiler. Die heutige Landstraße L 1080 zwischen Backnang und Allmersbach verläuft im Wesentlichen auf der Trasse des mittelalterlichen Handelswegs.
Erstmals erwähnt wurde Vogtsweiler als Vautswyler in einer Urkunde von 1245. In dieser Urkunde bestätigte Papst Innozenz IV. dem Stift Backnang Besitztümer in Vogtsweiler und im benachbarten Heutensbach (Hittinspach). 1459 war der Ort noch bewohnt. In diesem Jahr erließ Graf Ulrich V. Vogtsweiler Hellerzinsen. 1528 wird Vogtsweiler in einem Lagerbuch erwähnt. Darin heißt es: „Vogtsweiler ist etwan ein Hof gewesen, allda hat die Herrschaft Wirtemberg alle Oberkeit“. Daraus kann geschlossen werden, dass Vogtsweiler vor 1528 abgegangen ist. Die genauen Gründe hierfür sind unbekannt.
Im Jahre 1555 erwarb die Gemeinde Allmersbach die Markung des ehemaligen Vogtsweiler (Fautschweyller hoff) mit allem Zubehör von dem Stift Backnang. Das Gebiet wird heute landwirtschaftlich genutzt. An den Ort erinnern heute noch die Flurnamen Fautschweiler und Fautschweilerhalde. Bemerkenswert sind die Flurnamen Oberer, Mittlerer und Unterer Hof, welche nördlich der Wüstung vorkommen und ebenfalls alle auf der Markung von Allmersbach im Tal liegen. Möglicherweise gehörten diese abgegangenen Bauernhöfe zu Vogtsweiler oder standen in enger Verbindung.